# Loxostigma mekongense
Loxostigma mekongense är en tvåhjärtbladig växtart som först beskrevs av Adrien René Franchet, och fick sitt nu gällande namn av Brian Laurence Burtt. Loxostigma mekongense ingår i släktet Loxostigma och familjen Gesneriaceae. Inga underarter finns listade i Catalogue of Life.